# Reliant Kitten
La Reliant Kitten è un'autovettura prodotta dalla casa automobilistica britannica Reliant dal 1975 al 1982.

## Contesto e descrizione
Realizzata per competere contro la Mini, la vettura era caratterizzata da una carrozzeria in vetroresina con chassis in acciaio e un motore a quattro cilindri in linea da 848 cm³ di cilindrata, che eroga 40 CV (29 kW) di potenza. Il telaio e la trasmissione sono stati utilizzati anche successivamente sul furgone/pickup Fox con piccole modifiche.
La parte posteriore del telaio è essenzialmente uguale a quella dei modelli a tre ruote Robin e Rialto, ma l'anteriore si differenzia, in quanto il motore è spostato più in avanti rispetto alla Robin. Inoltre l'avantreno è dotata di sospensioni a doppi bracci trasversali costruiti dalla Reliant ma ispirati alla Triumph. Rispetto alla Reliant, il  motore è stato avanzato per liberare spazio per il guidatore e il passeggero anteriore.
La produzione è stata interrotta nel 1982. Poiché la Kitten aveva quattro ruote, non beneficiava delle agevolazioni fiscali riservati ai veicoli a tre ruote nel Regno Unito, come nel caso della Robin. In 8 anni sono stati prodotti in totale si circa  4074 esemplari.
La casa automobilistica indiana Sipani ha prodotto una versioni a tre e cinque porte della Kitten su licenza dal 1983, chiamandola Sipani Dolphin.